# Northern soul
Northern soul é um movimento de música dança que emergiu da cena mod britânica, inicialmente no norte da Inglaterra na década de 1960. O northern soul consiste principalmente de um estilo particular de música soul negra americana baseada na batida pesada e no ritmo rápido tocado em meados dos anos 1960 por músicos da Motown Tamla. O movimento northern soul, no entanto, geralmente evita a música da Motown ou influenciada pelo som da Motown, que teve sucesso mainstream significativo. As gravações mais apreciadas pelos entusiastas do gênero são geralmente de artistas menos conhecidos, e que foram lançadas inicialmente apenas em número limitado, muitas vezes por pequenos selos regionais dos Estados Unidos como o Ric-Tic e o Golden World (Detroit), o Mirwood (Los Angeles) e o Shout e Okeh (Nova Iorque / Chicago).
O northern soul também está associado a estilos de dança e moda particulares que cresceram fora da cena underground Rythm & Soul do final dos anos 1960, em locais como o Twisted Wheel de Manchester. Essa cena (e a dança e a moda associadas a ela), rapidamente se espalhou para outros salões de dança e casas noturnas do Reino Unido como o Catacombs (em Wolverhampton), o Highland Rooms (em Blackpool Mecca), Golden Torch (em Stoke-on-Trent), e o Wigan Casino. Como o ritmo favorito era mais uptempo e frenético, pelo início dos anos 1970, a dança northern soul se tornou mais atlética, um pouco parecida com os estilo de dança posteriores como o disco e o break. Dispondo de movimentos giratórios, pulos e caídas para trás, os estilos dançantes dos clubes eram frequentemente inspirados pelas performances de palco de artistas visitantes do soul americano como Little Anthony & The Imperials e Jackie Wilson.
Durante os anos iniciais da cena northern soul, no final dos anos 1960 e início dos anos 1970, as gravações populares do northern soul eram geralmente lançamentos mais antigos, em geral, datados de meados dos anos 1960. Isso significava que o movimento foi sustentado (e "novas" gravações adicionadas às listas de reprodução) por DJs que se destavam por descobrir raros e até então ignoradas gravações. Mais tarde, alguns clubes e DJs começaram a afastar-se do som Motown dos anos 1960 e começaram a tocar novos lançamentos com uma sonoridade mais contemporânea.

## História

### Origens
A frase northern soul teve origem loja de discos Soul City em Covent Garden, Londres, e foi divulgada pelo jornalista Dave Godin. Foi publicamente usada pela primeira vez usada na coluna semanal de Godin na revista Blues and Soul em junho de 1970. Em uma entrevista de 2002 com Chris Hunt na revista Mojo, Godin disse que primeiramente o termo foi utilizado em 1968, para ajudar os funcionários da Soul City a diferenciar as músicas de funk mais modernas, do soul influenciado pela Motown de alguns anos antes:

"Eu tinha começado a notar que os fãs de futebol do norte da Inglaterra que estavam em Londres para acompanhar sua equipe, estavam entrando na loja para comprar discos, mas eles não estavam interessados nos mais recentes lançamentos do elenco negro norte-americano. Eu criei o nome como um termo estenográfico de vendas. Era só para dizer 'se você tem clientes do norte, não perca tempo tocando para eles álbuns atuais do elenco negro norte-americano, apenas toque para eles o que eles gostam - northern soul'".

O local mais comumente associado com o desenvolvimento inicial da cena northern soul foi o Twisted Wheel, em Manchester. O clube começou no início dos anos 1950 como um café beatnik chamada The Left Wing, mas no início de 1963, a instalação em condições precárias foi alugada por dois empresários de Manchester (Ivor e Phil Abadi) e se transformou em um clube de música. Inicialmente o Twisted Wheel tocava música ao vivo nos fins de semana e noites Disc Only durante a semana. A partir de setembro de 1963, os irmãos Abadi promoviam festas toda a noite no local nas noites de sábado, com uma mistura de músicas ao vivo e gravadas. O DJ Roger Eagle, um colecionador de jazz, soul e rhythm and blues norte-americanos, foi selecionado durante essa época, e a reputação do clube como um lugar para ouvir e dançar os últimos lançamentos da música norte-americana de rhythm and blues começou a crescer.
Ao longo da metade dos anos 1960, o Twisted Wheel se tornou o foco da emergente cena mod de Manchester, com uma política de música que refletisse o gosto eclético de Eagle no soul e no jazz, e com apresentações ao vivo de músicos beat britânicos e estrelas do R&B norte-americano. Gradualmente, a política musical tornou-se menos eclética e mudou profundamente para o soul em ritmo acelerado, em resposta às demandas da multidão crescente de dançarinos alimentados por anfetaminas que afluíam para o as all-nighters. Consternado com a mudança na política musical e as frequentes batidas antidrogas da polícia, Eagle saiu do clube no início de 1967.
Até então, a reputação do Twisted Wheel e do tipo de música tocada lá tinha crescido em todo o país. Em 1969, os fãs de soul estavam viajando de todo o Reino Unido para assistir às all-nighters de sábado. Os proprietários do local tinham sido capazes de preencher a vaga deixada por Eagle com uma crescente lista crescente de DJs especialistas em soul. Depois de assistir a uma das all-nighters do clube em janeiro de 1971, Godin escreveu: "... é sem dúvida o maior e melhor que tenho visto fora dos Estados Unidos ... nunca pensei que viveria para ver o dia em que as pessoas poderiam então relacionar o conteúdo rítmico da música soul para o movimento corporal a um tal grau de qualidade!".
O Twisted Wheel ganhou reputação como um paraíso de drogas, e sob pressão da polícia e outras autoridades, o clube foi fechado em Janeiro de 1971. No entanto, ao final dos anos 1960, a popularidade da música e do estilo de vida associado ao clube tinha se propagado em todo o norte e região central da Inglaterra, e um número de novos clubes tinha começado a hospedar all-nighters de soul. Alguns desse clubes eram o King Mojo, em Sheffield, The Catacombs em Wolverhampton, Room at the Top em Wigan e o Va Va's em Bolton.

### Década de 1970
O northern soul atingiu o auge de sua popularidade em meados dos anos 1970. Nesta época, havia clubes de soul em praticamente todas as grandes cidades na região central e no norte da Inglaterra. Os três locais considerados mais importantes nesta década foram o Golden Torch em Tunstall, Stoke (1971-1972), Blackpool Mecca (1971-1979) e o Wigan Casino (1973-1981).
Embora o Wigan Casino é agora o mais conhecido, o melhor clube all-night de northern soul, do início da década foi o Golden Torch, onde as all-nighters de northern soul nas sextas-feiras à noite, começaram no final de 1970. Chris Burton, o proprietário, afirmou que em 1972, o clube teve uma adesão de 12 500 clientes, e 62 000 visitas de clientes distintos. Apesar de sua popularidade, o clube fechou devido à problemas de licenciamento, em março de 1972 e a atenção passou às noites de soul no Highlamd Room do Blackpool Meca, que tinha começado a hospedar noites de raridades do soul no final de 1971.
O Wigan Casino começou suas all-nighters de soul semanais em setembro de 1973. Nesta época, havia clubes de soul em praticamente todas as grandes cidades na região central e no norte da Inglaterra. O Wigan Casino tinha uma capacidade muito maior do que muitos clubes concorrentes e promovia seus eventos a partir de 02:00h até 08:00h. Havia uma lista regular de DJs, incluindo Russ Winstanley. Em 1976, o clube ostentava uma adesão de 100 mil pessoas, e em 1978, foi eleita a discoteca número um do mundo pela revista americana Billboard. Isso foi durante o auge da boate Studio 54 em Nova Iorque. Ao final dos anos 1970, o clube teve sua própria gravadora, a Casino Classics.
Nessa época, o Wigan Casino estava sob críticas de muitos fãs de soul. O soul negro contemporâneo norte-americano foi mudando com o advento do funk, disco e jazz-funk, e o fornecimento de gravações com o som northern soul em ritmo acelerado começou a diminuir rapidamente. Os DJs do Wigan Casino recorreram a tocar qualquer tipo de gravação que combinava com o ritmo certo. Além disso, o clube foi submetido a uma pesada cobertura da mídia e começou a atrair muitas pessoas desinteressadas as quais os puristas do soul não aprovaram.
O Blackpool Meca foi popular na década de 1970, embora o clube nunca tenha hospedado all-nighters. Os eventos noturnos regulares aos sábados começavam às 20:00h e terminavam às 02:00h, e, inicialmente, alguns dançarinos começavam suas noites no Blackpool Meca e depois iam para o Wigan Casino. Em 1974, a política de música no Blackpool Meca acentuadamente divergiu do Wigan Casino, com os DJs regulares Ian Levine e Colin Curtis incluindo gravações novas de soul norte-americano em seus sets. Enquanto o tempo era semelhante ao estilo inicial das gravações da Motown Records, esta mudança de ênfase anunciado um estilo um pouco diferente da dança e vestimenta northern soul no Blackpool Meca, e criou um cisma no movimento northern soul entre os tradicionalistas do Wigan Casino e a abordagem mais abrangente do Blackpool Meca, que aceitou sons mais contemporâneos de philly soul, início da disco e funk.
Outros grandes locais de northern soul na década de 1970 incluem o The Catacombs em Wolverhampton, o Va Va's em Bolton, o "Talk of The North" all-nighters no The Pier e Winter Gardens em Cleethorpes, Tiffany's em Coalville, Samantha's em Sheffield, o "Heart of Soul" de Neil Rushton clube de soul all-dayers no The Ritz, em Manchester e o Nottingham Palais. Como a década de 1970 progrediu, a cena northern soul expandiu-se ainda mais, chegando a nível nacional na Inglaterra. Havia uma cena notável no leste da Inglaterra, com all-nighters no St. Ivo Centre em St. Ives, o clube Phoenix Soul, no Estádio Wirrina em Peterborough e o Howard Mallett em Cambridge. Outras cidades do norte com notáveis locais de soul nesta época eram Kettering, Coventry, Bournemouth, Southampton e Bristol.